# Мит Ромни
Уилърд Мит Ромни (на английски: Willard Mitt Romney) е американски бизнесмен и политик от Републиканската партия, кандидат на Републиканската партия за президент в президентските избори през 2012 г.
Губернатор е на щата Масачузетс през 2003 – 2007 г. и сред основните потенциални кандидати на републиканците за президент през 2008 г.
През ноември 2018 г. е избран за сенатор от щата Юта с около 62% подкрепа.

## Биография
Ромни е роден на 12 март 1947 г. в Детройт, Мичиган, в мормонско семейство. Баща му Джордж Ромни (1907 – 1995) е бизнесмен и политик, който по-късно е губернатор на щата Мичиган. Мит Ромни получава бакалавърска степен в мормонския Университет „Бригам Йънг“ в Проувоу и магистърска в Харвардския университет в Кеймбридж.
След дипломирането си Ромни става управленски консултант в голямата консултантска фирма „Бейн & Къмпани“ в Бостън, като през 1984 г. е сред основателите на свързаната с нея компания за управление на активи „Бейн Кепитъл“, а през 1991 – 1992 г. ръководи „Бейн & Къмпани“.
През 1994 г. Мит Ромни е кандидат на републиканците за сенатор от Масачузетс, но губи от заемащия този пост Едуард Кенеди. През 1999 – 2002 г. оглавява организационния комитет за зимните олимпийски игри в Солт Лейк Сити. През 2002 г. е избран за губернатор на Масачузетс. На този пост той провежда значителни бюджетни икономии, намалявайки значително дефицита в щатския бюджет, и въвежда в Масачузетс почти всеобщо здравно осигуряване.
През 2006 г. Ромни не се кандидатира за втори мандат като губернатор на Масачузетс, а се опитва да спечели кандидатурата на Републиканската партия за президент през 2008 г., но отстъпва в предварителните избори на Джон Маккейн. Следващите няколко години посвещава на подготовката си за следващата кампания през 2012 г., когато е сред водещите кандидати.